# 바사 왕조
바사 왕조(스웨덴어: Vasaätten)는 1523년부터 1654년까지 스웨덴을 지배한 왕가이다.

## 바사 왕조 출신 군주
- 구스타브 1세 바사 (1523년 ~ 1560년)
- 에리크 14세 (1560년 ~ 1568년)
- 요한 3세 (1568년 ~ 1592년)
- 지그문트 3세 바사 (스웨덴 국왕: 1592년 ~ 1599년, 폴란드 국왕: 1587년 ~ 1632년)
- 칼 9세 (스웨덴 섭정: 1599년~1604년, 스웨덴 국왕: 1604년 ~ 1611년)
- 구스타브 2세 아돌프 (1611년 ~ 1632년)
- 크리스티나 (1632년 ~ 1654년)

## 같이 보기
- 바사 (핀란드)